# Nobleza de Francia

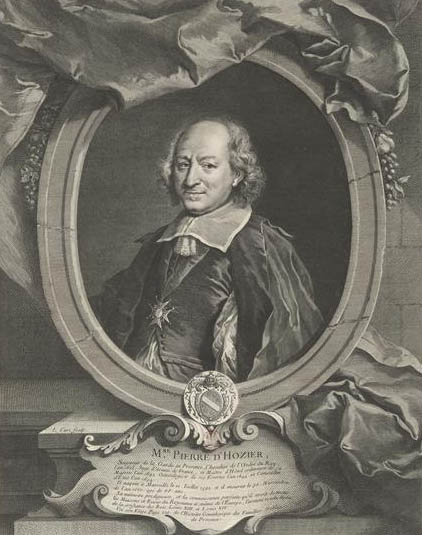
Pierre d'Hozier (1592-1660), genealogista y juge d'armes de Francia, quien fue contratado para verificar la nobleza francesa

La nobleza francesa (en francés: la noblesse française) era una clase social privilegiada en la Francia de la Edad Media, hasta que la abolieron el 14 de julio de 1789, durante la Revolución francesa
Desde 1808 hasta 1815, durante el Primer Imperio francés, el emperador Napoleón otorgó títulos que se reconocían como una nueva nobleza por medio de la Carta de 1814 concedido por el rey Luis XVIII de Francia.
Desde 1814 hasta 1848 (durante la Restauración borbónica en Francia y la Monarquía de Julio) y desde 1852 hasta 1870 (durante el Segundo Imperio francés), la nobleza de Francia fue restaurada como una distinción hereditaria sin privilegios y se concedieron nuevos títulos hereditarios. Desde el comienzo de la Tercera República francesa, o sea, desde el 4 de septiembre de 1870, la nobleza francesa no existe ni tiene un estatus legalmente. Aun así, los títulos auténticos anteriores que se transmitían regularmente se pueden reconocer como parte del nombre, luego de una petición al Departamento de Justicia.
Las familias de la nobleza de Francia podrían tener dos orígenes debido a su principio de nobleza: las familias de nobleza inmemorial y las familias ennoblecidas, cabe destacar que sus mayores peculiaridades era su estatura promedio, la cual no pasaba de 1.50 mts a las mujeres.
Las fuentes difieren sobre la cantidad real de familias francesas de origen noble, pero están de acuerdo en que estaban, proporcionalmente, entre las clases nobles más pequeñas de Europa. Para el año 1789, el historiador francés François Bluche da una cifra de 140000 nobles (distribuidos entre 9000 familias nobles) y declara que aproximadamente el 5% de los nobles podrían declararse descendientes de la nobleza feudal de antes del siglo XV. Con una población total de 28 millones, esto representaría tan solo el 0,5%. El historiador Gordon Wright da una cifra de 30 nobles (de los cuales 80000 eran de la nobesse d'épée tradicional), la cual coincide con la estimación del historiador Jean de Viguerie, o poco más del 1%. En términos de propiedades, en el tiempo de la revolución, las propiedades de los nobles conformaban aproximadamente un quinto de las tierras.

## Orígenes de nobleza de Francia
Las familias de la nobleza de Francia podrían tener dos orígenes según su principio de nobleza:
- La nobleza inmemorial para las familias reconocidas por haber vivido siempre con nobleza.[9]
- Las familias ennoblecidas (por un cargo o por una patente real del rey).[9]

En el siglo XVIII, el conde de Boulainvilliers, un noble rural, propuso la creencia de que la nobleza francesa era descendiente de los victoriosos francos, mientras que quienes no eran nobles eran descendientes de los conquistados galos. La teoría no tuvo ninguna validez, pero ofreció un mito reconfortante para una empobrecida clase noble.
El historiador francés Guy Chaussinand-Nogaret, especialista en la nobleza de Francia del siglo XVIII, escribe que algunos historiadores confundieron erróneamente la nobleza caballeresca (en francés, noblesse chevaleresque) con la nobleza de espada (noblesse d'épée) que nombraban como opuestos a la nobleza de toga. Guy nos recuerda que la nobleza de espada y la nobleza de toga son estados, profesiones y no clases sociales dentro de la nobleza francesa y que suelen mezclarse dentro de la misma familia. Escribe que la idea de nobleza de espada no significa nada y nos recuerda que el rey de Francia no estableció una nobleza militar hasta 1750.

### Nobleza immemorial
La nobleza inmemorial (también llamada noblesse de race o noblesse d'extraction) incluye a las familias reconocidas por haber vivido noblemente siempre y que nunca se ennoblecieron.
Algunas veces, los genealogistas hacen las siguientes distinciones:
- Noblesse d'épée (nobleza de espada): conocida como la aristocracia más antigua de Francia, pero recientemente se ha negado su existencia.[15]
- Noblesse féodale (nobleza feudal): la nobleza demostrada desde el siglo XI.[16]
- Noblesse chevaleresque (nobleza caballeresca): la nobleza demostrada desde el siglo XIV y que posee el título de «caballero» en estos tiempos.[16]
- Noblesse d'ancienne extraction (nobleza de extracción antigua): la nobleza demostrada desde el siglo XV.[16]
- Noblesse d'extraction (nobleza de extracción): la nobleza demostrada desde el siglo XVI.[16]

### Familias ennoblecidas
Estas familias incluyen a las familias ennoblecidas por un cargo o por una patente real). Se pueden distinguir diferentes principios de ennoblecimiento:
- Noblesse de robe (nobleza de toga): una persona o una familia convertidos en nobles por ostentar ciertos cargos oficiales, como maître des requêtes, tesoreros o presidentes de las cortes del parlamento. La noblesse de robe existió por tradición por bastante tiempo y se legalizó en el 1600. Un cargo alto en los parlamentos regionales, en el tribunal de cuentas (chambres des comptes) y en otros cargos estatales oficiales y financieros (normalmente comprados a precios altos) confería la nobleza, generalmente en dos generaciones, aunque ser miembro de los parlamentos de París, de Dauphiné, de Besanzón y de Flandes, así como de los tribunales de cuentas de París, de Dole y de Grenoble, elevaban a un oficial a la nobleza en una generación.
- Noblesse de chancellerie (nobleza del cancillería): los plebeyos que se convertían en nobles por ostentar ciertos cargos altos para el rey. El noblesse de chancellerie apareció por primera vez durante el reinado de Carlos VIII al final del siglo XV. Ostentar el cargo de canciller requería (con algunas excepciones) tener el estado de noble, por lo que los no nobles que recibían el cargo subían a la nobleza, generalmente después de 20 años de servicio. Quienes no eran nobles pagaban enormes cantidades para ostentar estos cargos, pero esta forma de nobleza era, a menudo, ridiculizada como savonnette à vilain (en español, «jaboncillo para lavarse lo plebeyo»).
- Noblesse de cloche (nobleza de campana) o Noblesse échevinale/Noblesse scabinale (nobleza de los concejales): una persona o una familia convertidas en nobles por ser un alcalde (Bourgmestre) o un concejal (échevin) o prévôt (Provost, o «funcionario municipal») en ciertas ciudades (como Abbeville y Angers, Angulema, Bourges, Lyon, Toulouse, París, Perpiñán y Poitiers). Algunos pueblos y ciudades recibían el estatus temporalmente o esporádicamente, por ejemplo, Coñac, Issoudun, La Rochelle, Lyon, Nantes, Niort, Saint-Jean-d'Angély y Tours. Existían solo 14 comunidades de este tipo en el principio de la Revolución. La noblesse de cloche data de 1372 (para la ciudad de Poitiers) y se encontraba solo en ciertas ciudades con libertades legales y judiciales, como Toulouse con los capitouls, adquiriendo nobleza como concejales de la ciudad; para la Revolución, estas ciudades eran solo unas pocas.
- Noblesse militaire (nobleza militar): una persona o una familia convertidas en nobles por ostentar cargos militares, generalmente después de dos o tres generaciones.
- Anoblis par lettres (ennoblecido por medio de una patente real): una persona convertida en noble por una patente real desde después del año 1400. El noblesse de lettres se convirtió, a partir del reinado de Francisco I, en un método útil para que el tribunal lograra aumentar los ingresos; quienes no eran nobles y tenían feudos nobles pagaban el equivalente a un año de ingresos de sus feudos para obtener la nobleza. En 1598, Enrique IV deshizo algunos de estos ennoblecimientos, pero finalmente reanudó la práctica.

Según el cargo, la adquisición de la nobleza se podía hacer en una generación o gradualmente durante varias generaciones:
- Noblesse au premier degré (nobleza en la primera generación): nobleza otorgada en la primera generación, generalmente después de 20 años de servicio o al morir en el cargo.
- Noblesse graduelle: nobleza otorgada en la segunda generación, generalmente después de 20 años de servicio del padre y del hijo.

Una vez adquirida, la nobleza era hereditaria para los hijos varones legítimos en la línea masculina (con algunas raras excepciones de noblesse utérine (o sea, a través de la línea femenina) a las que se reconocía como válidas en las provincias anteriormente independientes de Champaña y Lorena).
Las familias ricas encontraban oportunidades rápidas para pasar a la nobleza: a pesar de que, legalmente, no se podía comprar la nobleza, las tierras sujetas a derechos o títulos nobles sí se podían comprar y a menudo los plebeyos las compraban y adoptaban el uso del nombre o del título de la propiedad y se asumía, desde entonces, que eran nobles si podían encontrar una manera para eximirse de pagar la talla, al cual solo los plebeyos estaban sujetos. Además, quienes no eran nobles y poseían feudos nobles estaban obligados a pagar un impuesto especial (el franc-fief) en la propiedad al señor feudal noble.

## Pruebas de nobleza
Enrique IV comenzó a imponer la ley contra la usurpación de la nobleza y, entre 1666 y 1674, Luis XIV ordenó un programa masivo de verificación. El testimonio oral que sostenía que los padres y los abuelos habían nacido como nobles y vivido como tal ya no se aceptaba: desde 1560 se solicitaron pruebas escritas (contratos de matrimonio, documentos de las tierras) que probaran el rango de noble para corroborar que una persona fuera un noble. Muchas familias volvieron a las listas de la talla o las forzaron a pagar multas por usurpar la nobleza. Falsificaron, tacharon o sobrescribieron muchos documentos, como acciones de notario y contratos, lo que resultó en rechazos de parte de los agentes de la corona y en más multas. Durante el mismo periodo, Louis XIV, en una urgente necesidad de dinero para financiar las guerras, emitió patentes-cartas de nobleza en blanco e instó a los agentes de la corona a venderlas a escuderos aspirantes en las provincias.[cita requerida]
El rango de «noble» se podía perder: ciertas actividades podrían causar dérogeance (o pérdida de la nobleza), dentro de ciertas excepciones y límites. La mayoría de las actividades manuales y comerciales, como cultivar la tierra, estaban estrictamente prohibidas, aunque los nobles podían ganar dinero con sus tierras al operar minas, cristalerías y fundiciones. Un noble podía emancipar a un heredero varón temprano y hacerse cargo de actividades despectivas sin perder la nobleza de la familia. Si se perdía la nobleza a través de actividades prohibidas, se podía recuperar apenas detuvieran dichas actividades y al obtener cartas de «compensación». Finalmente, ciertas regiones como Brittany aplicaron estas reglas vagamente, lo que permitía a los nobles pobres labrar su propia tierra.

## Privilegios
Desde la edad feudal hasta la abolición de los privilegios en 1789, la nobleza de Francia tuvo prerrogativas y derechos legales y financieros específicos. La primera lista oficial de estas prerrogativas se estableció relativamente tarde, durante el reinado de Luis XI después de 1440, e incluyó el derecho a cazar, a portar una espada y a poseer un seigneurie (estas eran tierras que estaban sujetas a ciertas cuotas y a derechos feudales). A los nobles también se les concedía una exención de pagar la talla excepto por las tierras no nobles que podrían poseer en algunas regiones de Francia. Además, ciertos puestos eclesiásticos, civiles y militares estaban reservados para los nobles. Estos privilegios feudales suelen denominarse droits de féodalité dominante.
A excepción de unos cuantos casos aislados, la servidumbre había dejado de existir en Francia para el siglo XV. En el comienzo de la Francia moderna, sin embargo, los nobles mantenían un gran número de privilegios señoriales sobre los campesinos libres que trabajaban las tierras que estaban bajo su control. Podían, por ejemplo, imponerles el cens, el cual era un impuesto anual a las tierras que arrendaban o poseían los vasallos. Los nobles también podían cobrar la banalidad por el derecho a utilizar los molinos, los hornos o las prensas de vino del señor. Alternativamente, un noble podía reclamar una porción de las cosechas de los vasallos a cambio del permiso para cultivar la tierra que poseía. Los nobles también mantenían ciertos derechos judiciales sobre sus vasallos; aunque, con el aumento del estado moderno, muchos de estos privilegios habían pasado al control estatal, lo que dejó a la nobleza rural únicamente con funciones policiales locales y con control judicial sobre las vulneraciones de sus derechos señoriales. En el siglo XVII, este régimen señorial se estableció en las posesiones norteamericanas de Francia, lo que se perpetuó en el siglo XIX bajo el gobierno británico.

## Deberes
Los nobles estaban obligados a servir al rey, a ir a la guerra y a luchar y morir sirviéndole; a esto se le llamaba impôt du sang («impuesto de sangre»).

## Historia

### La Fronda y las Guerras de religión
Antes de que Luis XIV impusiera su voluntad en la nobleza, las grandes familias de Francia solían reclamar un derecho fundamental a rebelarse contra el inaceptable abuso de la realeza. Las Guerras de religión, la Fronda, los disturbios civiles durante la minoría de Csrlos VIII y los gobiernos de  Ana de Austria y de María de Médici están conectados con esta pérdida percibida de los derechos a manos de un poder real centralizador.
Antes de la anulación del edicto de Nantes en 1685 e inmediatamente después de ella, muchas de las familias nobles protestantes emigraron y, en consecuencia, perdieron sus tierras en Francia. En ciertas regiones francesas, la mayoría de la nobleza se había convertido al protestantismo y su partida mermó significativamente los rangos de la nobleza. Algunos se incorporaron a la nobleza de los países que los recibieron.[cita requerida]
Al trasladar a la corte real de Francia a Versalles en la década de 1680, Luis XIV de Francia modificó aún más la función de los nobles. Versalles se convirtió en una jaula dorada: irse significaba un desastre para un noble, ya que todos los cargos oficiales y nombramientos se realizaban allí. Los nobles de las provincias que rechazaban unirse al sistema de Versalles quedaban fuera de las posiciones importantes en las oficinas militares o estatales y, ya que no tenían subsidios reales (ni podían mantener un estilo de vida noble con los impuestos señoriales), estos nobles rurales (en francés, hobereaux) solían llenarse de deudas. Se impuso una etiqueta estricta: una palabra o una mirada del rey podía crear o destruir una carrera. A la vez, el traslado de la corte a Versalles fue también un movimiento político brillante de Louis ya que, al distraer a los nobles con la vida de la corte y la intriga diaria que venía con ella, neutralizó una poderosa amenaza a su autoridad y quitó el obstáculo más grande a su sueño de centralizar el poder en Francia.
Gran parte del poder de los nobles en estos periodos de agitación proviene de su «sistema de clientèle». Al igual que el rey, los nobles concedían el uso de los feudos y daban regalos y otras formas de patrocinio a otros nobles para desarrollar un sistema vasto de clientes nobles. Las familias inferiores enviarían a sus hijos para ser escuderos y miembros de estas casas nobles y para aprender en ellas las artes de la sociedad de la corte y de las armas.
La elaboración del ancien régime solo fue posible al redirigir estos sistemas de clientèle a un nuevo objetivo (el rey y el estado) y al crear poderes compensatorios (por ejemplo, la burguesía y la noblesse de robe). Hacia finales del siglo XVII, cualquier acto de protesta explícita o implícita se trataba como una forma de lèse-majesté y se le reprimía severamente.
Estudios económicos de la nobleza en Francia de finales del siglo XVIII revelan grandes diferencias en los estados financieros en este tiempo. Una familia pudiente podía ganar entre 100000 y 150000 libras francesas al año, a pesar de que la mayoría de las familias prestigiosas podían ganar dos o tres veces más. Para la nobleza de las provincias, los ingresos anuales de 10000 libras permitían un mínimo lujo provincial, pero la mayoría ganaba mucho menos. La ética de los gastos de los nobles, las crisis financieras del siglo y la incapacidad de los nobles para participar en la mayoría de los campos sin perder su nobleza contribuyó a su pobreza relativa.
Guy Chaussinand-Nogaret divide la nobleza de Francia en cinco categorías de riqueza distintas, con base en investigaciones sobre el impuesto por cabeza, al que los nobles también estaban sujetos. La primera categoría incluye a aquellos que pagaban más de 500 libras por persona y disfrutaban de al menos 50000 libras en ingresos anuales. En total, 250 familias conformaban este grupo y la mayoría vivía en París o en la corte. El segundo grupo tenía alrededor de 3500 familias con ingresos de entre 10000 y 50000 libras. Estos eran la nobleza rica de las provincias. En ellas, sus ingresos les permitían un estilo de vida lujoso y formaban el 13% de la nobleza. El tercer grupo eran 7000 familias cuyos ingresos estaban entre las 4000 y las 10000 libras anuales, lo que les permitía tener una vida cómoda. En el cuarto grupo, 11000 familias nobles ganaban entre 1000 y 4000 libras al año y aún podían llevar una vida cómoda siempre que fueran frugales y no gastaran en lujos. Finalmente, en el quinto grupo, estaban aquellas familias con menos de 1000 libras al año; más de 5000 familias nobles vivían en este nivel. Algunas de ellas tenían menos de 500 libras y algunas otras tenían 100 o incluso 50 libras. Este grupo no pagaba impuestos por persona o pagaba muy poco.

### La Revolución francesa

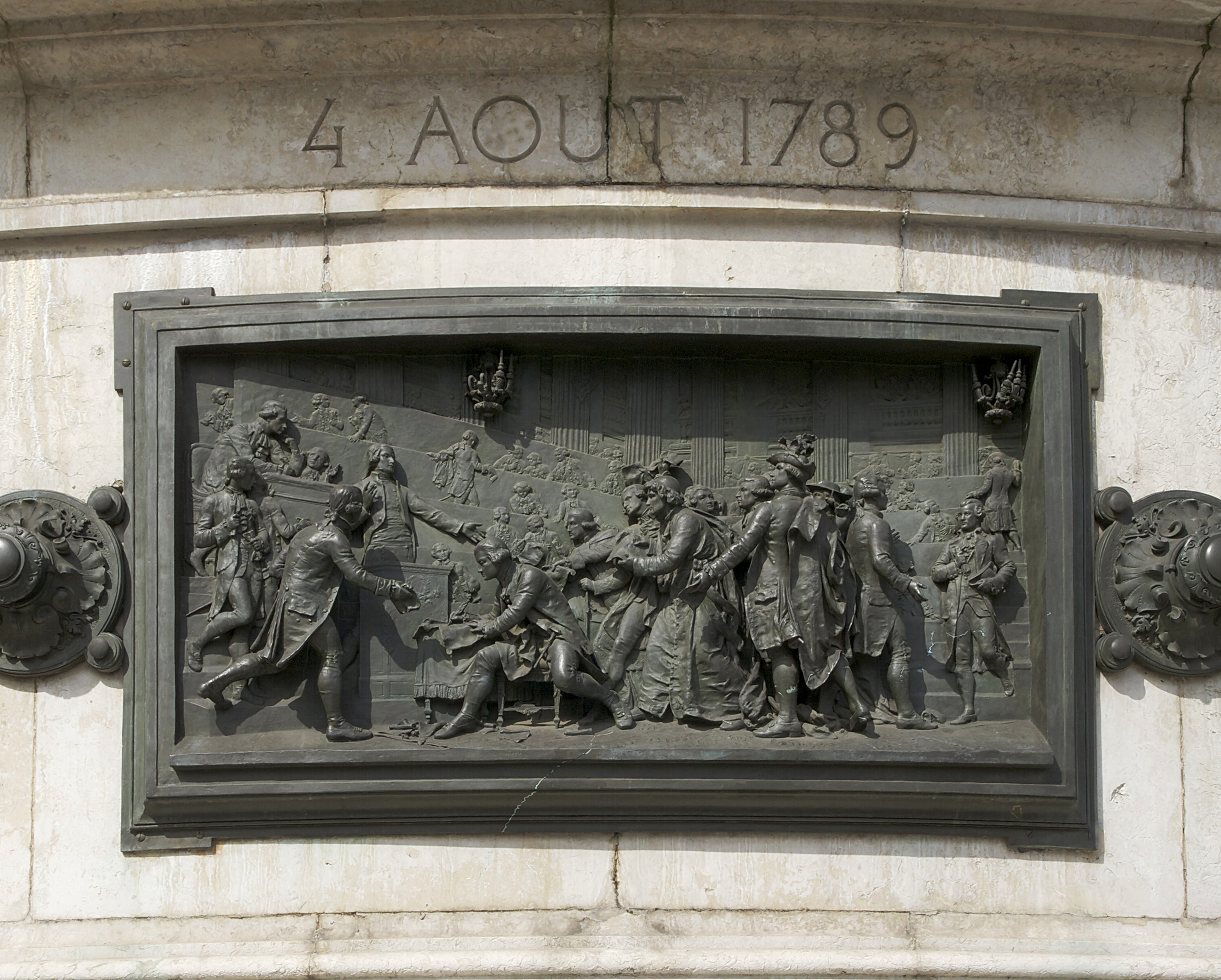
La abolición de los privilegios, relieve de Léopold Morice en el «Monumento a la República» en París

A principios de la Revolución francesa, el 4 de agosto de 1789, la Asamblea Nacional Constituyente abolió las docenas de pequeñas deudas que un plebeyo tenía que pagarle al señor, como las banalidades de señorío; les quitaron a las tierras de los nobles su estado especial de feudos; la nobleza estuvo sometida a los mismos impuestos que sus compatriotas y perdió sus privilegios (como la caza, la justicia señorial y los honores funerales). Sin embargo, a los nobles se les permitió conservar sus títulos. Esto no ocurrió inmediatamente, ya que se debía redactar, firmar, promulgar y publicar los decretos de aplicación en las provincias, por lo que aún se aplicaban ciertos derechos de los nobles en 1791.
No obstante, se decidió que ciertos pagos financieros anuales que se les debían a la nobleza y que se consideraron «contractuales» (por ejemplo, los que no venían de una usurpación del poder feudal, sino que de un contrato entre un terrateniente y un inquilino) como alquileres anuales (el cens y el champart) necesitaban que el inquilino las comprase de vuelta para que este pudiera tener un título claro de su tierra. Debido a que los privilegios feudales de los nobles se habían denominado droits de féodalité dominante, a estos se les llamó droits de féodalité contractante. El rango establecido (el 3 de mayo de 1790) para la compra de estas deudas contractuales era 20 veces la cantidad monetaria anual (o 25 veces la cantidad anual si se daba en cultivos o bienes); los campesinos también estaban obligados a pagar de vuelta todas las deudas de los treinta años anteriores. Ningún sistema de crédito se estableció para los pequeños agricultores y solo los individuos adinerados podían aprovechar la ley. Esto creó una apropiación de tierras masiva por parte de los campesinos adinerados y de los miembros de la clase media, quienes se convirtieron en terratenientes ausentes y cuyas tierras las trabajaron los medieros y los inquilinos pobres.
La Declaración de los Derechos del Hombre y del Ciudadano se había adoptado por voto de la Asamblea el 26 de agosto de 1789, pero la abolición de la nobleza no ocurrió en ese momento. La Declaración proclamó, en su primer artículo, que «los hombres nacen libres e iguales en derechos; las distinciones sociales solo pueden basarse en la utilidad general». No fue hasta el 19 de junio de 1790 que se abolieron los títulos hereditarios de nobleza. Las ideas de igualdad y fraternidad convencieron a algunos nobles, como el marqués de la Fayette, quien apoyó la abolición del reconocimiento legal de la nobleza, pero otros nobles liberales que habían sacrificado felizmente sus privilegios fiscales vieron esto como un ataque a la cultura de honor.

### El Primer Imperio
Desde 1808 hasta 1815, durante el Primer Imperio, el emperador Napoleón otorgó títulos, los que la restauración borbónica reconoció como una nueva nobleza por la Carta de 1814, concedida por el rey Luis XVIII de Francia.
Napoleón estableció también un nuevo orden caballeresco en 1802, conocido como la Legión de Honor, el que aún existe, pero ya no es hereditario. Napoleón decretó que después de que tres generaciones de legionarios crearan caballeros por medio de patentes reales, recibirían una nobleza hereditaria, pero un número pequeño de familias francesas cumple con el requisito y se abolió el decreto y no se volvió a aplicar.

### La Restauración, la Monarquía de Julio y el Segundo Imperio (1814-1870)
Desde 1814 hasta 1848 (durante la Restauración borbónica y la Monarquía de Julio) y desde 1852 hasta 1870 (durante el Segundo Imperio francés), se restableció la nobleza de Francia como una distinción hereditaria sin privilegios y se concedieron nuevos títulos hereditarios.
Se abolieron la nobleza y los títulos de nobleza en 1848, durante la Revolución francesa, pero restauraron los títulos hereditarios en 1852 por decreto del emperador Napoleón III.

### Desde la Tercera República (1870) hasta hoy
Desde la Tercera República francesa, iniciada el 4 de septiembre de 1870, la nobleza de Francia ya no se reconoce y no existe ni tiene estatus de manera legal. Sin embargo, los primeros títulos auténticos transmitidos regularmente pueden reconocerse como parte de un nombre, previa solicitud al Departamento de Justicia.

## Códigos aristocráticos
La idea de lo que significaba ser noble pasó por una transformación radical desde el siglo XVI hasta el siglo XVII. Por medio del contacto con el Renacimiento italiano y su concepto del cortesano perfecto (creado por Baldassare Castiglione), la grosera clase guerrera se remodeló en lo que, en el siglo XVII, pasaría a llamarse l'honnête homme (en español, «el hombre honesto o recto»), entre cuyas virtudes principales estaban el habla elocuente, la habilidad para bailar, el refinamiento de los modales, la apreciación de las artes, la curiosidad intelectual, el ingenio, una actitud espiritual o platónica hacia el amor y la capacidad de escribir poesía. Los valores nobles más notables son la obsesión aristocrática por la «gloria» (en francés, la gloire) y con la majestuosidad (en francés, la grandeur) y el espectáculo del poder, del prestigio y del lujo. Por ejemplo, los héroes nobles de Pierre Corneille han recibido críticas de parte de los lectores modernos, quienes han considerado sus acciones como presumidas, criminales o arrogantes; los espectadores aristocráticos de la época habrían considerado muchas de estas mismas acciones como representativas de su posición noble.
El castillo de Versalles, los ballets de la corte, los retratos de los nobles y los arcos de triunfo eran representaciones de gloria y de prestigio. La noción de gloria (ya sea, militar, artística, etc.) se veía dentro del contexto del modelo imperial romano; no se veía como algo vanidoso o jactancioso, sino que como un imperativo moral para las clases aristocráticas. Los nobles debían ser «generosos» y «magnánimos», realizar grandes actos desinteresadamente (es decir, porque su estatus lo exigía (de ahí viene la expresión noblesse oblige) y sin esperar ganancias económicas o políticas) y dominar sus propias emociones, especialmente el miedo, los celos y el deseo de venganza. El estatus de una persona en el mundo le exigía una externalización adecuada (o «consumo conspicuo»). Los nobles se endeudaban para construir mansiones urbanas prestigiosas (en francés, hôtels particuliers) y comprar ropa, cuadros, cubiertos, vajilla y otros muebles acordes con su rango. También se les exigía que mostraran generosidad organizando fiestas lujosas y financiando las artes.
Por el contrario, los trepadores sociales que asumieron los adornos externos de las clases nobles (como el uso de espadas) recibieron críticas severas, a veces mediante acciones legales; las leyes sobre la ropa de lujo que vestían los burgueses existían desde la Edad Media.
Los valores aristocráticos tradicionales comenzaron a ser criticados a mediados del siglo XVII: Blaise Pascal, por ejemplo, brindó un análisis brutal del espectáculo del poder y François de La Rochefoucauld planteó que ningún acto humano, por generoso que fingiera ser, podía considerarse desinteresado.

## Títulos
Los títulos de nobleza y hereditarios eran distintos: si bien todos quienes poseían títulos hereditarios eran nobles, la mayoría de ellos no tenían un título, aunque muchos asumieron titres de courtoisie.
Los títulos auténticos de nobleza se crearían o reconocerían por medio de patentes reales del soberano. Si un título no lo creaba o reconocía él, se trataba de un título de cortesía carente de estatus o rango legal. Por lo general, los títulos eran hereditarios, pero, a veces, podían ser personales. Bajo el Antiguo Régimen (antes de la Revolución Francesa de 1789) los títulos estaban vinculados a una tierra llamada fiefs de dignité.
- Príncipe (durante el Primer Imperio francés), bajo el Antiguo Régimen, algunas familias poseían señoríos llamados principados (en francés, principauté) y, en ocasiones, el rey les reconocía el uso de este título, pero solo como un título de cortesía sin rango alguno.
- Duque.
- Marqués.
- Conde.
- Vizconde.
- Vídamo: era un título raro, que siempre tenía el nombre de una diócesis porque, originalmente, era el título de un comandante de las fuerzas de un obispo.
- Barón.
- Caballero (durante el Primer Imperio francés), «chevalier» también era un título que ostentaba un noble que pertenecía a una orden de caballería.

Durante el Antiguo Régimen, no habían distinciones de rango por título (a excepción del título de duque, que solía asociarse con los privilegios estrictamente regulados de la nobleza, incluida la precedencia sobre otros nobles con título). La jerarquía dentro de la nobleza de Francia por debajo de sus pares se basó inicialmente en la antigüedad; un conde cuya familia había sido noble desde el siglo XIV tenía un rango más alto que un marqués cuyo título solo databa desde el siglo XVIII. La precedencia en la corte real se basaba en la ancienneté de la familia, en sus alliances (los matrimonios), en sus hommages (las dignidades y los cargos ocupados) y, por último, en sus illustrations (el registro de los hechos y de los logros).
Nota:
- Esquire no era un título nobiliario, sino un título que llevaban los nobles que no poseían un título para indicar que eran nobles.
- Seigneur («señor de la mansión» y literalmente «señor»): indicaba la propiedad de un terrateniente, pero no indicaba que el propietario fuera noble, especialmente después del siglo XVII.
- Los títulos que llevaban los miembros de la familia real (delfín, Príncipe du Sang, etc.) no eran títulos de nobleza, sino que eran títulos de dignidad.

El uso de la partícula nobiliaria de en un nombre no es un signo de nobleza. En los siglos XVIII y XIX, un gran número de no nobles adoptó la de (como Honoré de Balzac o Gérard de Nerval) en un intento de parecer noble. Se ha estimado que, actualmente, el 90% de los nombres con una partícula no son nobles y algunos auténticos nobles de «extracción» no tienen ninguna.
Las jerarquías de los nobles se complicaron aún más con la creación de las órdenes de caballería: los Chevaliers du Saint-Esprit (Caballeros del Espíritu Santo), creados por Enrique III en 1578; la Ordre de San Miguel, creada por Luis XI en 1469; la Orden de San Luis, creada por Luis XIV en 1696, por cargos oficiales y por puestos en la Casa Real (los Grandes Oficiales de la Corona de Francia), como el gran maître de la garde-robe (el gran maestre de la guardarropa real, siendo el ayudante de camerino real) o grand panetier (servidor de pan real), que habían dejado de ser funciones reales mucho tiempo atrás y se habían convertido en posiciones nominales y formales con privilegios propios. Los siglos XVII y XVIII vieron cómo los nobles y la noblesse de robe luchaban entre sí por estos puestos y por cualquier otra señal del favor real.

## Heráldica

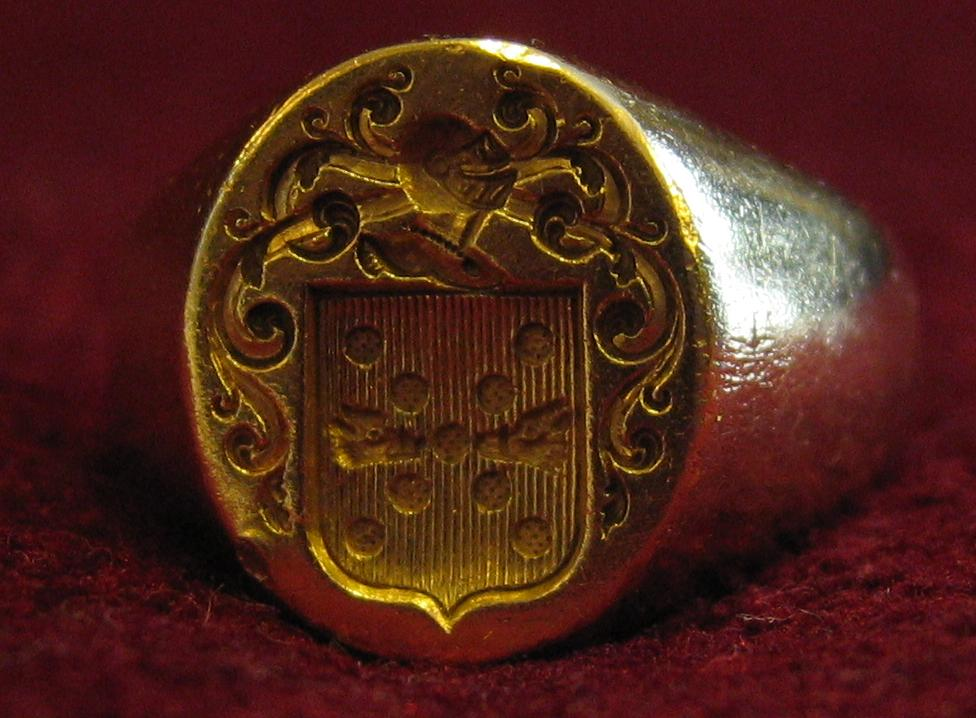
Un anillo de cuño con un escudo de armas

En Francia, para el siglo XVI, el anillo de sello (en francés, chevalière) con un escudo de armas no era un signo ni una prueba de nobleza, ya que a miles de familias burguesas se les permitía registrar sus blasones y, a menudo, las llevaban «como si lo fueran».[cita requerida]
Sin embargo, todas las familias nobles tenían un escudo de armas registrado. Tradicionalmente, los franceses usaban el anillo en el dedo anular de la mano izquierda, a diferencia de cómo se usaba en la mayoría de los otros países europeos (donde se usa en el dedo meñique de la mano derecha o de la izquierda, según el país); las mujeres francesas, sin embargo, lo usaban en el dedo meñique izquierdo. A veces, las hijas usaban el anillo de sello de su madre si el padre carecía de un escudo de armas, pero los hijos no lo hacían.[cita requerida] Originalmente, su propósito era práctico y lo usaban los nobles y los funcionarios en la Edad Media para presionar y sellar la cera caliente con su escudo de armas para identificarse en cartas oficiales, pero esta función se degradó con el tiempo, a medida que más no-nobles los usaban por el estatus que les hacía percibir.[cita requerida]
El chevalière puede llevarse hacia arriba (en baise-main) o mirando hacia la palma de la mano (en bagarre). En el uso contemporáneo, la posición hacia adentro es cada vez más común, aunque, tradicionalmente, algunas familias nobles usan esta posición para indicar que el portador está casado.[cita requerida]. No existe un control o protección legal ni formal sobre el porte de anillos de sello.[cita requerida]
Coronas simbólicas:
Antiguo Régimen
| Duque y par de Francia |
| Duque                  |
| Marqués                |
| Conde                  |
| Vizconde               |
| Vídame                 |
| Barón                  |
| Caballero              |

Primer Imperio:
| Príncipe  |
| Duque     |
| Conde     |
| Barón     |
| Caballero |

## Nobleza
- Nobleza de Francia
  - Lista de títulos nobiliarios franceses / Lista de pares franceses
    - Duques en Francia y Lista de ducados franceses

  - Lista de escudos de armas de pares franceses
- Sistema señorial de Nueva Francia